# Resolutie 1126 Veiligheidsraad Verenigde Naties
Resolutie 1126 van de Veiligheidsraad van de Verenigde Naties werd unaniem door de Veiligheidsraad van de Verenigde Naties aangenomen op 27 augustus 1997.

## Achtergrond
In 1980 overleed de Joegoslavische leider Tito, die decennialang de bindende kracht was geweest tussen de zes deelstaten van het land. Na zijn dood kende het nationalisme een sterke opmars en in 1991 verklaarde Bosnië en Herzegovina zich onafhankelijk. De Servische minderheid in het land kwam hiertegen in opstand en begon een burgeroorlog, waarbij ze probeerden de Bosnische volkeren te scheiden. Tijdens die oorlog vonden massamoorden plaats waarbij tienduizenden mensen omkwamen. In 1993 werd het Joegoslavië-tribunaal opgericht, dat de oorlogsmisdaden die hadden plaatsgevonden moest berechten.

## Inhoud
De Veiligheidsraad:
- Neemt akte van de brief van de raadsvoorzitter aan de secretaris-generaal met de brief van de voorzitter van het Joegoslavië-tribunaal bijgesloten.
- Steunt de aanbeveling van de secretaris-generaal dat de rechters Karibi-Whyte, Odio Benito en Jan, eens ze zijn vervangen, de zaak Čelebići (een gevangeniskamp in Bosnië waar Servische krijgsgevangenen werden gemarteld en vermoord), die ze voor het einde van hun ambtstermijn begonnen, afwerken, en bemerkt dat het tribunaal die zaak vóór november 1998 wil afronden.

## Verwante resoluties
- Resolutie 1119 Veiligheidsraad Verenigde Naties
- Resolutie 1120 Veiligheidsraad Verenigde Naties
- Resolutie 1140 Veiligheidsraad Verenigde Naties
- Resolutie 1142 Veiligheidsraad Verenigde Naties

Lijst ·  1093 ·  1094 ·  1095 ·  1096 ·  1097 ·  1098 ·  1099 ·  1100 ·  1101 ·  1102 ·  1103 ·  1104 ·  1105 ·  1106 ·  1107 ·  1108 ·  1109 ·  1110 ·  1111 ·  1112 ·  1113 ·  1114 ·  1115 ·  1116 ·  1117 ·  1118 ·  1119 ·  1120 ·  1121 ·  1122 ·  1123 ·  1124 ·  1125 ·  1126 ·  1127 ·  1128 ·  1129 ·  1130 ·  1131 ·  1132 ·  1133 ·  1134 ·  1135 ·  1136 ·  1137 ·  1138 ·  1139 ·  1140 ·  1141 ·  1142 ·  1143 ·  1144 ·  1145 ·  1146